# Emergence (2021)
Emergence (2021) – gala wrestlingu zorganizowana przez amerykańską federację Impact Wrestling, która była transmitowana za pomocą platformy Impact Plus. Odbyła się 20 sierpnia 2021 w Skyway Studios w Nashville (nagrania telewizyjne miały miejsce 15 i 16 sierpnia). Była to druga gala z cyklu Emergence.
Karta walk składała się z dziewięciu pojedynków, w tym trzech o tytuły mistrzowskie. W walce wieczoru Christian Cage pokonał Briana Myersa, zachowując Impact World Championship. W innych pojedynkach Josh Alexander obronił Impact X Division Championship w spotkaniu z Jakiem Somethingiem, a The Good Brothers (Doc Gallows i Karl Anderson) pozostali Impact World Championami po zwycięstwie nad Violent By Design (Joe Doering i Rhino) oraz Richem Swannem i Williem Mackiem.

## Rywalizacje
Emergence oferowało walki wrestlingu z udziałem różnych zawodników na podstawie przygotowanych wcześniej scenariuszy i rywalizacji, które są realizowane podczas cotygodniowych odcinków programu Impact!. Wrestlerzy odgrywają role pozytywnych (face) lub negatywnych bohaterów (heel), którzy rywalizują pomiędzy sobą w seriach walk mających budować napięcie.

### Christian Cage vs. Brian Myers
W odcinku Impactu! z 5 sierpnia Impact Wrestling zapowiedział Battle Royal, którego zwycięzca otrzyma miano pretendenta do walki o Impact World Championship na Emergence. Walka odbyła się tydzień później. Triumfatorem okazał się Brian Myers, eliminując jako ostatnich Moose’a i Chrisa Sabina. W pierwszym odcinku programu federacji All Elite Wrestling (AEW), wyemitowanym 13 sierpnia, Christian Cage odebrał Impact World Championship Kenny’emu Omedze i zajął jego miejsce w walce wieczoru Emergence.

### Three Way Tag Team match o Impact World Tag Team Championship
Na Slammiversary (17 lipca) The Good Brothers (Doc Gallows i Karl Anderson) drugi raz sięgnęli po Impact World Tag Team Championship po zwycięstwie nad ówczesnymi mistrzami – Violent By Design (Joe Doering i Rhino), Richem Swannem i Williem Mackiem oraz Fallah Bahhiem i No Way. Członkowie Violent By Design oskarżyli Swanna i Macka, że uniemożliwili im obronę tytułów mistrzowskich. W odcinku Impactu! z 29 lipca oskarżeni zawodnicy zwyciężyli przedstawicieli grupy (Rhino i Deaner), natomiast na Homecoming (31 lipca) Deaner był lepszy od Macka. 5 sierpnia Violent By Design skonfrontowali się z The Good Brothers i odwołali się do klauzuli rewanżowej, zażądając walki o tytuły mistrzowskie na Emergence. Poinformowali również o tym fakcie wiceprezesa federacji, Scotta D’Amore. Oficjel zakomunikował im, że dołączył do walki Richa Swanna i Williego Macka, ponieważ pokonali ich w ostatnim starciu tag teamowym.

### Josh Alexander vs. Jake Something
5 sierpnia Jake Something pokonał Treya Miguela, Daivariego i Rohita Raju w Four Way matchu, zostając pretendentem do walki o Impact X Division Championship. Tydzień później pretendent skonfrontował się z mistrzem, Joshem Alexandrem.

### Steve Maclin vs. Petey Williams
17 czerwca Steve Maclin zadebiutował w Impact Wrestling i rozpoczął serię zwycięstw. Po podwójnym wyliczeniu w meczu z Treyem Miguelem w odcinku Before the Impact z 29 lipca Maclin próbował kontuzjować rywala za pomocą metalowego krzesła. Petey Williams pokrzyżował jego plany. Od tego czasu antagonista zaczął atakować Williamsa, np. na gali Homecoming i podczas Battle Royalu z 12 sierpnia.

### Moose vs. Chris Sabin vs. Sami Callihan vs. Ace Austin
W Battle Royalu, rozegranym 12 sierpnia, Moose, Chris Sabin, Sami Callihan i Ace Austin byli ostatnimi, którzy odpadli z rywalizacji o miano pretendenta do walki o Impact World Championship. Władze Impact Wrestling ogłosiły 15 sierpnia na Twitterze, że czterej zawodnicy powalczą o szansę walki o mistrzostwo świata na następnej gali – Victory Road.

### Deonna Purrazzo i Matthew Rehwoldt vs. Melina i Trey Miguel
Na Slammiversary Deonna Purrazzo pokonała Thunder Rosę, pozostając Impact Knockouts Championką. Po zakończeniu walki przedstawicielka federacji National Wrestling Alliance (NWA), Mickie James, zaprosiła zwyciężczynię  na galę NWA EmPowerrr (28 sierpnia), jednak w wyniku obelgi, James zaatakowała rozmówczynię. 22 lipca Purrazzo zgodziła się na propozycję dzięki mediacji Gail Kim. Dwa tygodnie później poznała swoją przeciwniczkę, którą okazała się Melina. Obie podpisały kontrakt na walkę. Stawką pojedynku został pas Impact Knockouts Championship. 19 sierpnia Melina stoczyła swój debiutancki pojedynek w Impact Wrestling. Po zwycięstwie nad Brandi Lauren została zaatakowana przez Purrazzo i jej partnera Matthew Rehwoldta. Na ratunek przybył jej Trey Miguel.

### Eight Person Tag Team match
W odcinku Before the Impact z 5 sierpnia Crazzy Steve, członek drużyny Decay, pokonał Fallah Bahha (przy narożniku towarzyszył mu No Way Jose). Tydzień później Bahh poprosił Tashę Steelz, aby pomogła mu rozwiązać konflikt z Decay. Zawodniczka przystała na prośbę ze względu na to, że członkinie grupy, Havok i Rosemary, pokonały ją i jej byłą partnerką, Kierę Hogan, na Slammiversary i odebrały im Impact Knockouts Tag Team Championship. 19 sierpnia, w odcinku Before the Impact, Steelz zwyciężyła Havok dzięki interwencji nowej towarzyszki, Savannah Evans.

### Madison Rayne vs. Taylor Wilde
5 sierpnia Taylor Wilde powiedziała w wywiadzie, że jej wielotygodniowa nieobecność w Impaccie! wiązała się z donosem, który uniemożliwił jej swobodne przekroczenie granicy kanadyjsko–amerykańskiej. Według jej przypuszczeń za tym incydentem stali jej rywale – Tenille Dashwood i Kaleb with a K. Tego samego dnia podano informację, że poszkodowana wycofa zarzuty, jeśli zmierzy się z Dashwood w pojedynku w przyszłotygodniowym odcinku. Wilde przegrała mecz z przeciwniczką w wyniku interwencji powracającej Madison Rayne. 19 sierpnia Rayne i Dashwood zadeklarowały sojusz, tworząc drużynę o nazwie The Influance.

### Matt Cardona vs. Rohit Raju
5 sierpnia Rohit Raju, sfrustrowany przegranym pojedynkiem, rzucił przedmiotem w korytarzu. Spotkało się to ze zdecydowaną reakcją Matta Cardony, który pouczył wrestlera, że przedmiot prawie ugodził w jego partnerkę, Chelsea Green. Tydzień później Cardona przegrał z debiutującym Johnem Skylerem, gdy Raju i Shera rozproszyli jego uwagę. W odpowiedzi Cardona pokonał Sherę w następnym odcinku Impactu!.

## Wyniki walk
Zestawienie zostało oparte na źródle:
| Nr                                 | Wyniki | Stypulacje                                                              | Czas  |
| ---------------------------------- | --- | ----------------------------------------------------------------------- | ----- |
| 1                                  | Matt Cardona (z Chelsea Green) pokonał Rohita Raju (z Mahabalim Sherą)                                                                                                  | Singles match                                                           | 11:35 |
| 2                                  | Decay (Havok, Rosemary, Crazzy Steve i Black Taurus) pokonali Tashę Steelz, Savannah Evans, Fallah Bahha i No Way                                                       | Eight Person Tag Team match                                             | 8:47  |
| 3                                  | Steve Maclin pokonał Peteya Williamsa | Singles match                                                           | 9:58  |
| 4                                  | Madison Rayne (z Tenille Dashwood i Kalebem with a K) pokonała Taylor Wilde                                                                                             | Singles match                                                           | 7:27  |
| 5                                  | Ace Austin (z Madmanem Fultonem) pokonał Moose’a, Chrisa Sabina i Samiego Callihana                                                                                     | Four Way match o miano pretendenta do walki o Impact World Championship | 11:21 |
| 6                                  | Josh Alexander (c) pokonał Jake’a Somethinga | Singles match o Impact X Division Championship                          | 17:15 |
| 7                                  | Deonna Purrazzo i Matthew Rehwoldt pokonali Melinę i Treya Miguela | Intergender Tag Team match                                              | 10:10 |
| 8                                  | The Good Brothers (Doc Gallows i Karl Anderson) (c) pokonali Violent By Design (Joe Doering i Rhino) (z Erikiem Youngiem i Deanerem) oraz Richa Swanna i Williego Macka | Three Way match o Impact World Tag Team Championship                    | 10:50 |
| 9                                  | Christian Cage pokonał Briana Myersa (z Samem Beale) | Singles match o Impact World Championship                               | 12:16 |
| (c) – mistrz/mistrzyni przed walką | |                                                                         |       |